# Kattenstroth-Spexard
Kattenstroth-Spexard war eine Gemeinde im westfälischen Kreis Wiedenbrück. Sie gehörte zum Amt Reckenberg. Heute gehört das ehemalige Gemeindegebiet zur Stadt Gütersloh im gleichnamigen nordrhein-westfälischen Kreis.

## Geographie

### Lage
Die Gemeinde Kattenstroth-Spexard lag südlich der Stadt Gütersloh und nordöstlich der Kreisstadt Wiedenbrück.

### Nachbargemeinden
Nachbargemeinden waren Gütersloh, die Landgemeinde Gütersloh (Amt Gütersloh), Avenwedde (Amt Reckenberg), Verl (Amt Verl), Varensell (Amt Rietberg), Lintel (Amt Reckenberg) und Nordrheda-Ems (Amt Rheda).

## Geschichte
Die Gemeinde Kattenstroth-Spexard wurde am 10. Dezember 1888 durch Ausgliederung aus der Gemeinde Avenwedde neu gebildet. Am 1. April 1910 trat sie die Bauerschaft Kattenstroth (9,52 km2) an die Stadt Gütersloh ab. Das übrige Gemeindegebiet (13,25 km2) erhielt den Namen Spexard.